# Ruhrstadion
Ruhrstadion (rewirpowerSTADION din cauza sponsorizărilor) este un stadion de fotbal din Bochum, Germania. Este locul unde joacă meciurile de acasă VfL Bochum și are o capacitate de 29.448.